# عشر سنين (مسلسل)
عشر سنين مسلسل، 2020 المسلسل الفلسطيني، من سيناريو وحوار سائد السويركي وأحمد فياض وأفنان القطراوي وعلاء العالول، وبطولة أكرم عبيد.
تم إنتاج مسلسل عشر سنين وتصوير في قطاع غزة، مشترك به مجموعة من الفنانين والممثلين الذين حملوا أدواراً مُختلفة، للحديث عن القضية الفلسطينية بطريقة درامية

## قصة المسلسل
وتدور أحداث المسلسل حول محامية تحاول أن تثبت براءة شقيقها المعتقل في سجون الاحتلال الإسرائيلي ظلمًا وجورًا، وخلال رحلتها للعثور على براءة شقيقة يُستشهد أبنها وهنا تدرك المرأة بأن إسرائيل لا تفهم لغة القانون مطلقًا.
وبعد عدة حلقات من المسلسل الفلسطيني المميز، تستشهد المحامية ويحمل ابنها بسام راية الدفاع عن خاله المعتقل ظلمًا والانتقام لقتل والدته وشقيقه، وهنا تقع الكثير من الدراما حيث يعتقد بسام أن والده هو المسؤول عن قتل أمه وشقيقه.
لكن بعد 10 سنين يدرك الحقيقة ويحاول الانتقام لتنفيذ عملية داخل الأراضي المحتلة، وفجأة يكتشف بسام أن والده أحد قادة المقاومة ويستمر الصراع بين الجيل الفلسطيني الصاعد والاحتلال الإسرائيلي حتى احقاق العدل وإزالة الظلم الواقع على شعبالفلسطيني.
وأكد المخرج علاء العالول، أن المسلسل من وحي الخيال لكنه يشبه تمامًا القصص الواقعية للحياة التي يعيشها المجتمع الفلسطيني، حيث يتشرب الفلسطيني المقاومة بعد تعرضه للظلم والاضطهاد والقتل والاعتقال من قبل قوات الاحتلال الإسرائيلي.
وأوضح الكاتب أن الرسالة التي يُراد ايصالها للعالم بأن المجتمع الفلسطيني يعشق الحياة؛ لكنه لا يرضى بالظلم والقهر والاضطهاد وسرقة أراضيه.
كما أشار إلى أن هذه هي حياة المجتمع الفلسطيني فهناك الكثير من القضايا الشائكة التي يطرحها المسلسل ومنها أن علاقة اليهودي الغربي بالمواطن الفلسطيني علاقة معاكسة تمامًا لليهودي الذي يحتل أرض فلسطين.

## دراما فلسطينية
وشدد المخرج والمنتج العالول أن الابتزاز الذي تعرض له من أجل بيع مسلسله لم يضعف عزيمته وإرادته بل دفعه لمواصلة طريقه حتى نشر الواقع الحقيقي الذي يعيشه المجتمع الفلسطيني في ظل احتلال أرضه ومقدساته.
كما أن المسلسل يعرض بعض المقاطع التي قد تُعتبر مخالفة لسياسة بعض الفضائيات الفلسطينية التي لو توجه إليهم العالول لتم رفض عرض مسلسله.
لكن العالول أكد أن المسلسل يهدف لطرق جدران الخزان بأن الفن والدراما تدمجان بين الواقع والخيال لتنتج بعد ذلك قالب فني مميز بعيدًا عن الخطاب السياسي والحزبي والديني.
وأوضح أن العالول أن لديهم طموح كبيرة لإيصال أفكاره ومساعديه إلى العالم أجمع لافتًا إلى أن فلم خطة بديلة الذي نشره على قناة CONTINUE على اليوتيوب حصد مئات الآلاف من المشاهدات ويأمل أن يصل مسلسله «عشر سنين» على مشاهدة أكبر وأن يجد من يحتضن هذا العمل الفني الراقي دون أي ابتزاز سياسي.

## طاقم العمل

### بطولة
- أكرم عبيد
- آية أبو سلطان
- أحمد فياض
- وليد أبو جياب
- إسماعيل دحلان

### تمثيل
- نيفين حلاوة
- ثائر أبو زبيدة
- خالد اللهواني
- كميليا فاضل
- أحمد أبو عبيد
- غسان سالم

- خالد أبو شعبان
- حسن الخطيب
- كاظم الغف
- محمود إسليم
- خضر أبو دية
- زياد الوحيدي
- أسعد أبو مصطفى
- داوود بلال
- لبنى زين الدين
- هايدي أحمد

### اشتراك
- أحمد حسين
- سامي ستوم

- أطفال
- محمود حمدونة